# Kramer (Dakota del Nord)
Kramer és una població dels Estats Units a l'estat de Dakota del Nord. Segons el cens de 2010 hi havia 29 habitants.
Segons el cens del 2000, Kramer tenia 44 habitants, 23 habitatges, i 12 famílies. La densitat de població era aleshores de 106,2 hab./km².